# Liochthonius andrewi
Liochthonius andrewi är en kvalsterart som beskrevs av Evison 1981. Liochthonius andrewi ingår i släktet Liochthonius och familjen Brachychthoniidae. Inga underarter finns listade i Catalogue of Life.